# Hezui
Hezui (kinesiska: 河嘴) är en socken i sydvästra Kina. Den ligger i Shizhu härad i storstadsområdet Chongqing,  omkring 200 kilometer nordost om det centrala stadsdistriktet Yuzhong. Antalet invånare är 6 787. Befolkningen består av 3 392 kvinnor och 3 395 män. Barn under 15 år utgör 27,0 %, vuxna 15-64 år 54 %, och äldre över 65 år 18,0 %.